# Palenica Białczańska
Die Alm Palenica Białczańska  ist eine Alm in dem Tal Dolina Białki in der polnischen Hohen Tatra in der Woiwodschaft Kleinpolen. Die Alm befindet sich über der Alm Łysa Polana. Sie liegt auf ungefähr tausend Metern Höhe.

## Geschichte
Die Alm wurde im 17. Jahrhundert angelegt und befindet sich seit 1954 an der Grenze des Tatra-Nationalparks.  Auf der Alm ist ein großer Parkplatz am Panoramaweg Oswald-Balzer-Weg.

## Etymologie
Der Name lässt sich als Rodung des Weißbachs übersetzen.

## Tourismus
Der Parkplatz wird von vielen Touristen genutzt, die über den Oswald-Balzer-Weg in den Tatra-Nationalpark betreten. Von der Alm fahren Pferdekutschen auf die Alm Włosienica unterhalb des Bergsees Meerauge.
In der Nähe der Alm befindet sich die Schutzhütte Schronisko PTTK w Dolinie Roztoki.
Über der Alm führen drei Wanderwege:
- ▬ von den Parkplätzen auf der Alm Łysa Polana über einen rot markierten Wanderweg zum Bergsee Meerauge.
- ▬ vom Bergsee Meerauge über Toporowa Cyrhla, Psia Trawka und Rówień Waksmundzka über einen rot markierten Wanderweg.
- ▬ von den Tälern Dolina Roztoki und Dolina Pięciu Stawów Polskich über einen grün markierten Wanderweg, der unweit des Wasserfalls Wodogrzmoty Mickiewicza beginnt.
- ▬ von den Almen Rusinowa Polana und Zazadna über einen blau markierten Wanderweg.